# Jerzy Popiełuszko
Jerzy Popiełuszko (Okopy, voivodat de Podlàquia, 14 de setembre de 1947 - Włocławek, voivodat de Cuiàvia i Pomerània, 19 d'octubre de 1984) va ser un sacerdot catòlic i sindicalista polonès, assassinat per les forces repressores del règim comunista del seu país. És venerat com a beat per l'Església Catòlica Romana.

## Biografia
Fill de camperols, va fer els estudis primaris i secundaris a Suchowola i als disset anys ingressà al seminari major de Varsòvia. Va ser ordenat sacerdot el 28 de maig de 1972 pel cardenal Stefan Wyszyński i exercí el seu ministeri en diverses parròquies de la capital polonesa. L'any 1978 li fou confiada la catequesi dels estudiants de la Facultat de Medicina d'aquesta ciutat.
Exercí la seva activitat pastoral entre els treballadors de la indústria siderúrgica de Nowa Huta, prop de la capital, i aviat el nomenaren consiliari del sindicat Solidarność. Rector de la parròquia varsoviana de Sant Estanislau Kostka el 1980, els seus sermons en els quals propugnava la llibertat religiosa i criticava obertament el règim, atreien gernacions de fidels. Fins i tot alguns foren transmesos per Ràdio Europa Lliure, de manera que arribaren a tot Polònia.
Quan fou proclamada la llei marcial el 13 de desembre de 1981, Popiełuszko va ser detingut diversos cops i al final processat i condemnat. El 1983 l'amnistiaren i ell reprengué la seva militància, cosa que el feu objectiu predilecte de la Służba Bezpieczeństwa, la policia política del ministeri de l'interior. El 13 d'octubre de 1984 li pararen una trampa en forma d'accident automobilístic, però ell aconseguí escapolir-se.
Sis dies després, tanmateix, quan tornava de dir missa a Bydgoszcz, tres funcionaris de la policia secreta el segrestaren. Fou sotmès a tortura i finalment llançat al pantà del riu Vístula a Włocławek, on morí ofegat. El cadàver fou trobat el dia 24 d'octubre, i els resultats de l'autòpsia foren concloents a propòsit de les circumstàncies de la mort. La notícia causà una gran commoció a tot el país i les manifestacions de protesta es multiplicaren. Els funerals de Popiełuszko a Varsòvia mobilitzaren centenars de milers de persones.
La pressió popular provocà que els seus assassins i l'oficial que els comandava fossin processats i objecte de llargues condemnes (per bé que més tard alleujades amb revisions i amnisties), cosa que fou interpretada com una victòria per part de l'oposició polonesa, la qual per primera vegada se sentia amb un ample marge de llibertat. També fou un dels motius que el sindicat Solidarność es decidís a actuar com a força política, públicament i sense complexos.

## Beatificació
El 1997 l'Església Catòlica incoà el procés de beatificació de Jerzy Popiełuszko, el qual fou declarat servent de Déu en 2008. El 19 de desembre de 2009 la Santa Seu li reconegué oficialment virtuts heroiques i li confirmà la condició de màrtir. Va ser beatificat el 6 de juny de 2010.
La seva tomba, al jardí de la parròquia de S. Stanislaw Kostki de Varsòvia, de la qual va ser titular, és tothora un lloc de pelegrinatge.

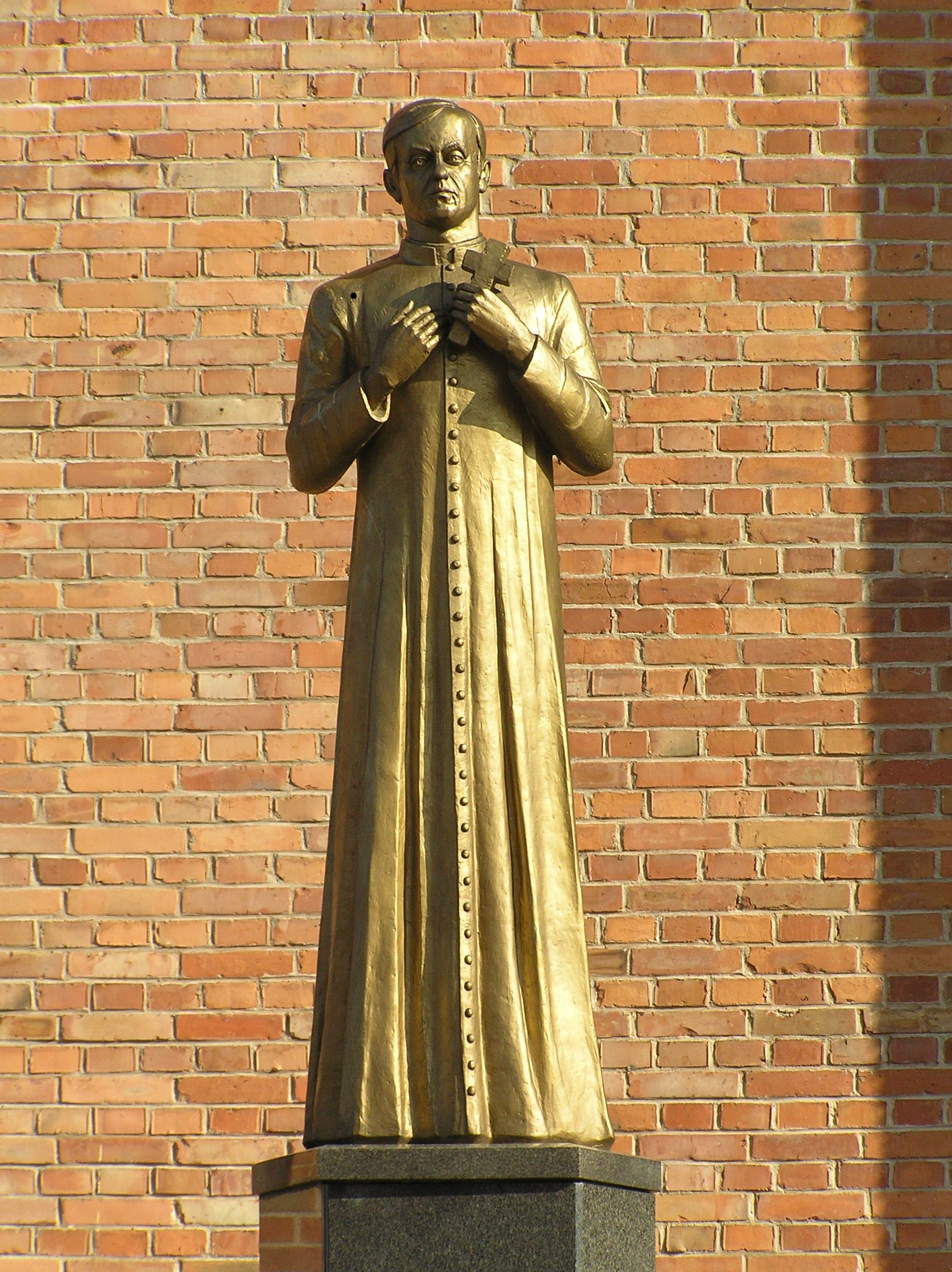
Estàtua a Sieradz, 2008
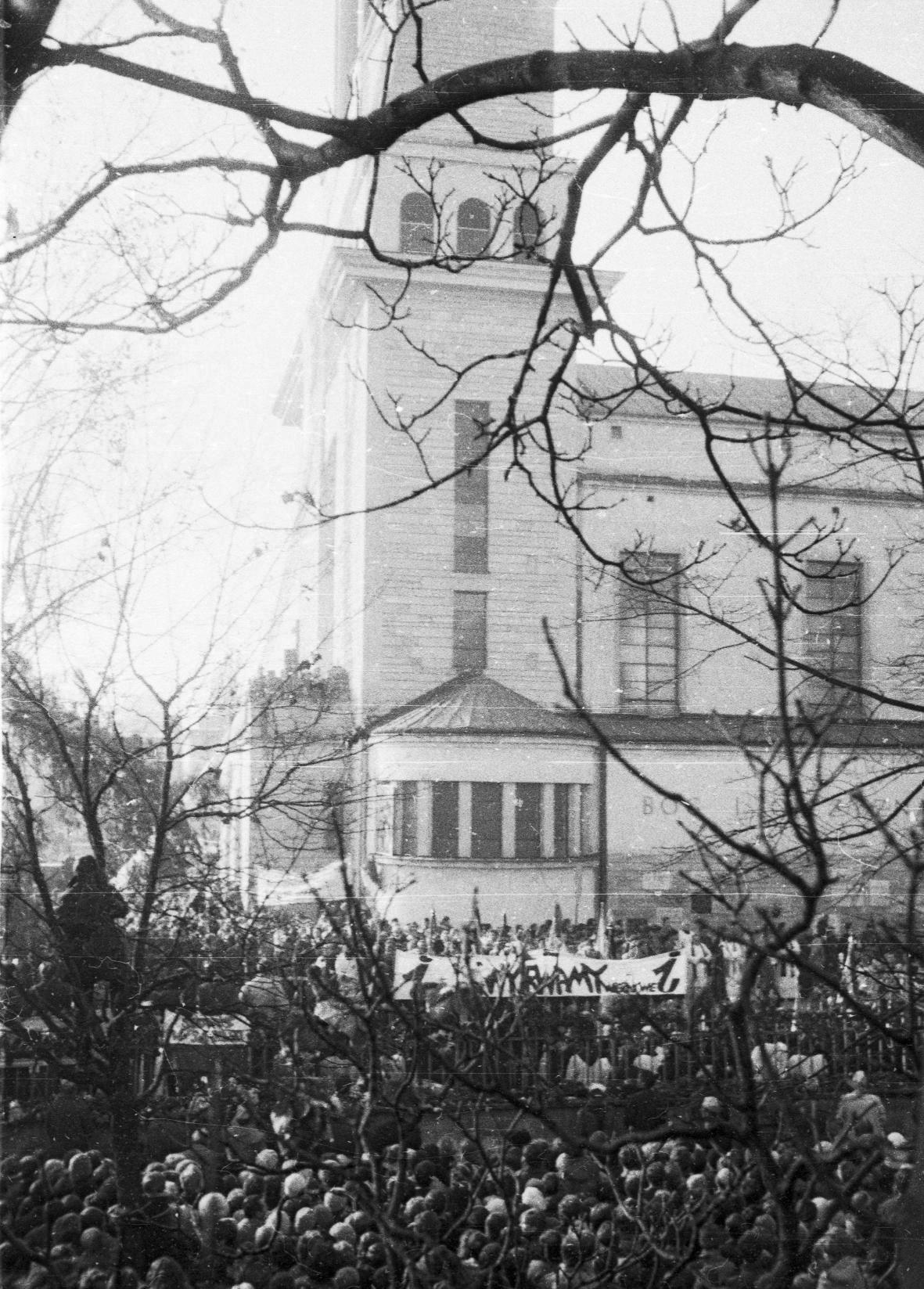
Funeral del p. Popiełuszko
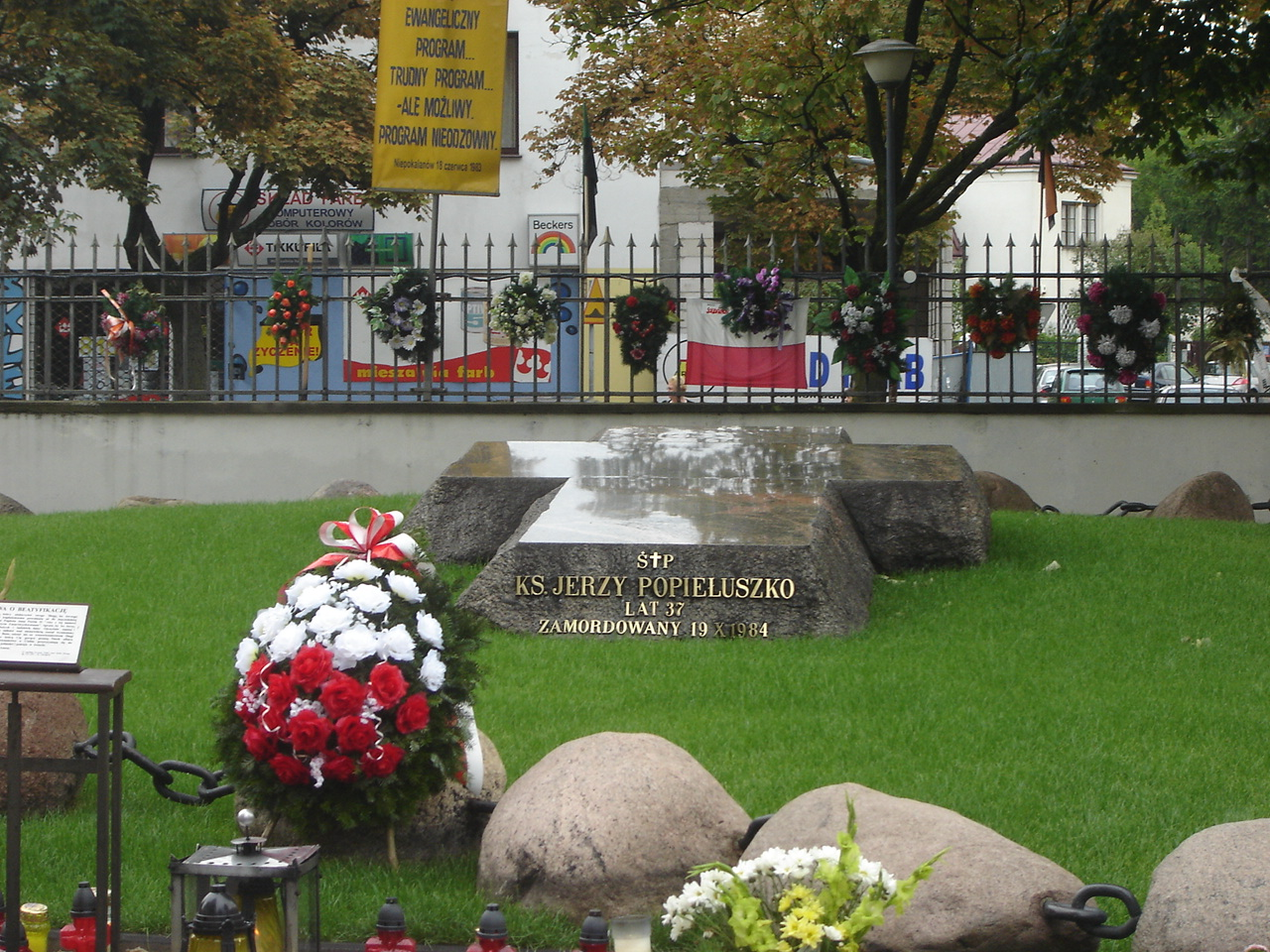
Tomba a Varsòvia
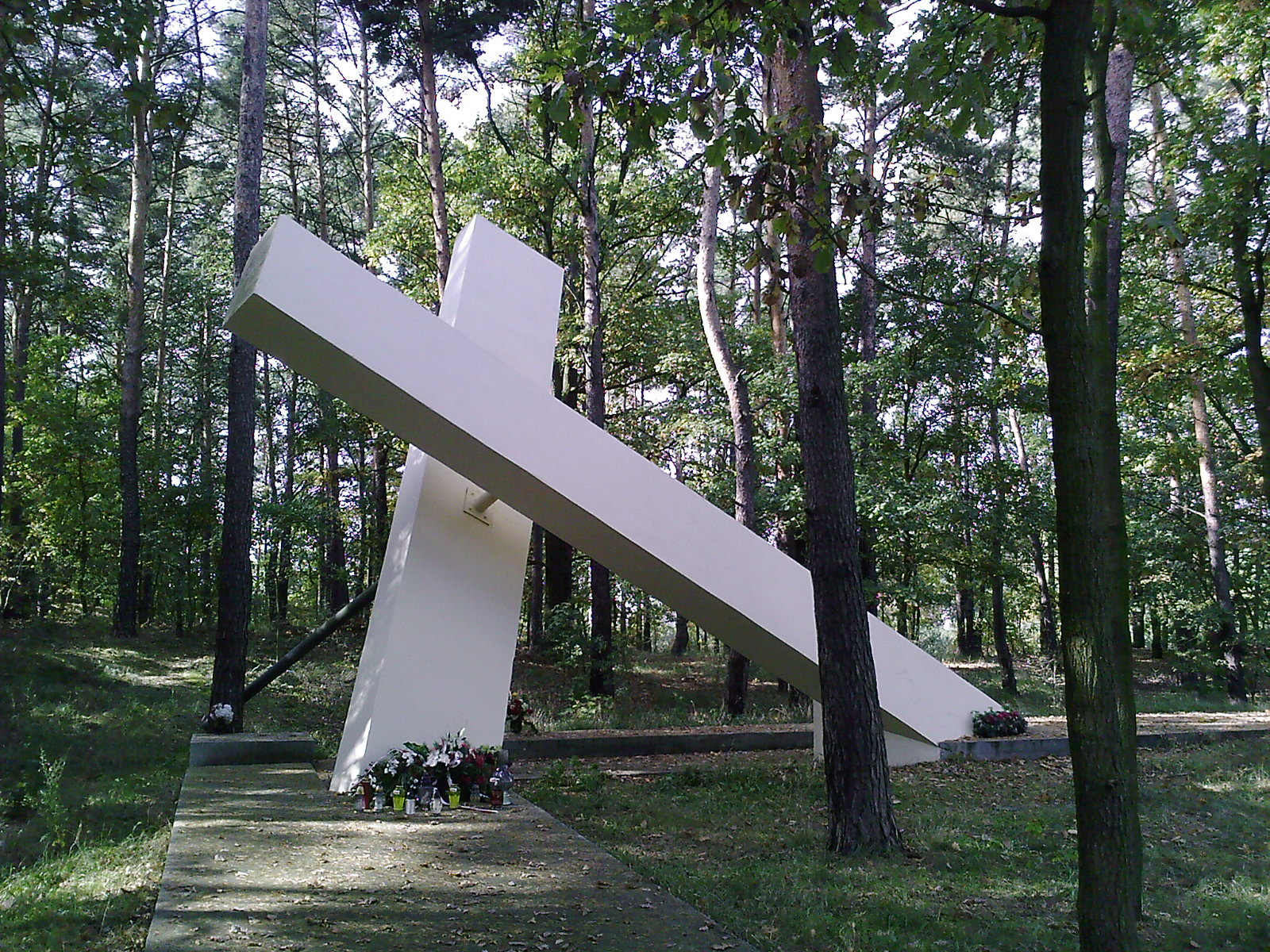
Monument al beat a Górsk